# کوون (بلژیک)
شهر کوون (به فرانسوی: Couvin) در شهرستان فیلیپ‌ویل  در استان نمور  در منطقه فدرال والوون در کشور بلژیک واقع شده‌است.